# Aktio-Vonitsa
Aktio-Vonitsa (griechisch Άκτιο-Βόνιτσα) ist eine Gemeinde in der griechischen Region Westgriechenland. Verwaltungssitz der Gemeinde ist die Stadt Vonitsa. Die Fläche der Gemeinde beträgt 659,372 km².

## Lage

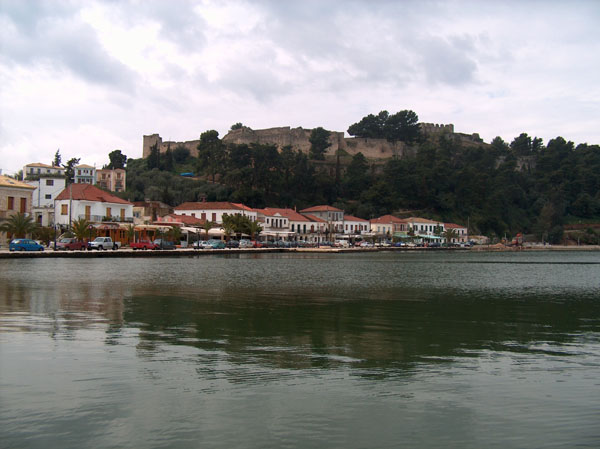
Vonitsa am Ambrakischen Golf (2006)

Die Gemeinde Aktio-Vonitsa liegt im Nordwesten der Region Westgriechenland. Das Ionische Meer im Westen bildet die natürliche Grenze zur Nachbargemeinde Lefkada in der Region Ionische Inseln. Jenseits des Ambrakischen Golfs im Norden liegen die Gemeinden Arta und Preveza der Region Epirus, letztere ist mit Aktio-Vonitsa über den Preveza-Aktio-Tunnel verbunden. Amfilochia liegt im Osten und Xiromero im Süden. Der Gebirgsstock Arkananiká befindet sich im Südosten des Gemeindegebiets.

## Gemeindegliederung
Die Gemeinde wurde im Zuge der Verwaltungsreform 2010 aus der Fusion der früheren Gemeinden Anaktorio, Paleros und Medeon gebildet, diese entsprechen den heutigen Gemeindebezirken. Verwaltungssitz ist die Kleinstadt Vonitsa.
| Gemeindebezirk         | griechischer Name           | Code   | Fläche (km²) | Einwohner 2011 | Einwohner 2021 | Dimotikes Kinotites (Sg. Δημοτική Κοινότητα)                     | Lage |
| ---------------------- | --------------------------- | ------ | ------------ | -------------- | -------------- | ---------------------------------------------------------------- | ---- |
| Anaktorio              | Δημοτική Ενότητα Ανακτορίου | 380301 | 240,995      | 9.129          | 7.534          | Vonitsa, Agios Nikolaos, Drymos, Thyrio, Monastiraki, Paliambela |      |
| Medeon                 | Δημοτική Ενότητα Μεδεώνος   | 380302 | 213,445      | 3.858          | 3.311          | Katouna, Aetos, Achyra, Komboti, Konopina, Tryfos                |      |
| Paleros                | Δημοτική Ενότητα Παλαίρου   | 380303 | 204,932      | 4.383          | 3.799          | Paleros, Vatos, Peratia, Plagia, Pogonia                         |      |
| Gemeinde Aktio-Vonitsa | Gemeinde Aktio-Vonitsa      | 3803   | 659,372      | 17.370         | 14.644         |                                                                  |      |

## Verkehr

Flughafen Aktio (2008)

Im Nordwesten der Gemeinde liegt der aus einem NATO-Luftwaffenstützpunkt hervorgegangene Flughafen Aktio, der hauptsächlich im Charterverkehr bedient wird.
Die Nationalstraße 42 verläuft im Norden der Gemeinde in der Nähe des Ambrakischen Golfs. Sie stellt eine Verbindung zwischen Lefkada und der A 5 bei Amfilochia her.

## Geschichte
Bei Aktio fand im Jahr 31 v. Chr. die Seeschlacht von Actium zwischen der Flotte Octavians (des späteren Kaisers Augustus) auf der einen und den Flotten des Marcus Antonius und der Kleopatra auf der anderen Seite statt.
Nähere Beschreibung von Geschichte und Sehenswürdigkeiten im Hauptartikel Anaktorio.